# Azra Akın
Azra Akın (Almelo, 8 de dezembro de 1981) é uma modelo, atriz e rainha da beleza da Turquia, coroada Miss Mundo 2002. 
Ela foi a primeira turca a vencer a competição.

## Biografia
Azra nasceu em Almelo, nos Países Baixos, filha de Nazım e Ayda, que haviam imigrado da Turquia para os Países Baixos em 1971. Foi neste país onde ela fez o ensino fundamental e médio, nas escolas de Educação Waldorf (Waldorf Education).  
Ela é fluente em holandês, turco e inglês. 
É casada com Atakan Koru e tem um filho, nascido em novembro de 2018.  

## Participação em concursos de beleza
Em 1998, aos 17 anos, ela venceu o Elite Model of Turkey, o que lhe deu um passe para participar do Europe Elite Model na França, onde se classificou entre as 15 melhores. Ela modelou em alguns países europeus, incluindo a Alemanha.  Em 2002 ela venceu o Star TV's Miss Turkey, ganhando o direito de participar do Miss Mundo naquele ano. 
O Miss Mundo 2002 aconteceu em 07 de dezembro em Londres, tendo Azra vencido outras 87 candidatas.  
Durante seu reinado, ela viajou para o Reino Unido, Turquia, Estados Unidos, Nova Zelândia, Irlanda, Jamaica, Austrália e China. 

## Vida após os concursos
Azra continuou trabalhando como modelo, para marcas como L'oreal Paris, Avon e Pantene, tendo também iniciado carreira como atriz e atuado em ações de filantropia.  Desde 2012 ela é a porta-voz do Fundo de População das Nações Unidas (UNFPA) e em 2019 apoiou um projeto para garantir direitos aos filhos de mães presas na Turquia.  
Em 2003 ela ganhou a medalha de outro no reality britânico The Games. 
Em 2004, ela foi a modelo dos cartões postais do concurso Eurovision Song. 
Em 2010, ela venceu um concurso, Yok Boyle Dans, uma versão do turca do Dancing With The Stars. Em 2011 ela foi jurada do mesmo concurso. 

### Carreira como atriz
Como atriz, ela trabalhou no cinema, teatro e TV, tendo estreado na televisão em 2004, com Yağmur Zaman, e no cinema em 2005, com Tell Istanbul.  
Em janeiro de 2020 ela disse que, devido ao nascimento de seu filho, ela já estava há mais de um ano sem atuar, mas que logo retomaria sua carreira. "Gostaria de fazer uma peça de teatro musical", disse. Ela também revelou que estava finalizando um projeto com a Wowan TV.   

#### Filmes
| Ano  | Título          | Papel         | Notas          |
| ---- | --------------- | ------------- | -------------- |
| 2005 | Anlat İstanbul  | Pamuk Prenses |                |
| 2005 | Teberik sanssiz | Fulya         |                |
| 2005 | Anlat Istanbul  | Idil          |                |
| 2006 | İlk Aşk         | Bahar         |                |
| 2010 | PesPese         | Pelin         |                |
| 2017 | Heer & Meester  |               | Filme holandês |

#### Televisão
| Year | Title          | Role           |
| ---- | -------------- | -------------- |
| 2003 | The Games      | Herself        |
| 2004 | Yağmur Zamanı  | Eylül          |
| 2007 | Oyun Bitti     | Dilan          |
| 2008 | Rüzgar         | Leyla          |
| 2009 | Geniş Aile     | Neşe           |
| 2012 | Muck           | Elif           |
| 2014 | Galip Derviş   | Gülten Kazanır |
| 2015 | Poyraz Karayel | Çiğdem Soner   |